# Japandi
Japandi är en minimalistisk inredningsstil som kombinerar japanska och skandinaviska influenser.
Stilen uppstod under andra hälften av 2010-talet och har väckt stor uppmärksamhet sedan slutet av 2020. Namnet är en kombination av "Japanese" och "Scandi". Utmärkande för japandi är det nordiska begreppet "hygge", att skapa en mysig och hemtrevlig känsla, samt den japanska filosofin om "wabi sabi", att se skönhet i defekter. Stilen förespråkar hantverk och naturliga material som trä, keramik, linne och bambu. Möbler är generellt enkelt utformade och eftersträvar funktionalitet. Färgskalan består av neutrala toner, ofta i vitt, grått, grönt, blått eller ockra.